# Apogonia belutschistanica
Apogonia belutschistanica är en skalbaggsart som beskrevs av Rudolph Petrovitz 1958. Apogonia belutschistanica ingår i släktet Apogonia och familjen Melolonthidae. Inga underarter finns listade i Catalogue of Life.